# Rzepiennik Biskupi
Rzepiennik Biskupi ist eine Ortschaft mit einem Schulzenamt der Gemeinde Rzepiennik Strzyżewski im Powiat Tarnowski der Woiwodschaft Kleinpolen in Polen.

## Geographie
Der Ort liegt am Fluss Rzepiennik im Pogórze (Vorgebirge) Ciężkowickie.

## Geschichte
Es gibt vier Dörfer mit Namen Rzepiennik am gleichnamigen Fluss, längs etwa 15 Kilometer, vom Nordwesten bis Südosten: Rzepiennik Marciszewski, Rzepiennik Strzyżewski, Rzepiennik Biskupi und Rzepiennik Suchy. Rzepiennik Biskupi ist der älteste Ort und wurde im 13. Jahrhundert erstmals urkundlich erwähnt. Der Name Rzepiennik ist abgeleitet vom Wort rzepa (Rübe), das Adjektiv Biskupi bedeutet bischöflich. Eine römisch-katholische Pfarrei wurde im Jahre 1386 erwähnt.
Bei der Ersten Teilung Polens kam Rzepiennik Biskupi 1772 zum neuen Königreich Galizien und Lodomerien des habsburgischen Kaiserreichs (ab 1804).
1918, nach dem Ende des Ersten Weltkriegs und dem Zusammenbruch der k.u.k. Monarchie, kam Rzepiennik Biskupi zu Polen. Unterbrochen wurde dies nur durch die Besetzung Polens durch die Wehrmacht im Zweiten Weltkrieg.
Von 1975 bis 1998 gehörte Rzepiennik Biskupi zur Woiwodschaft Tarnów.

## Sehenswürdigkeiten
- Holzkirche, gebaut 16. Jahrhundert
- Neue Kirche, gebaut 1856–1864

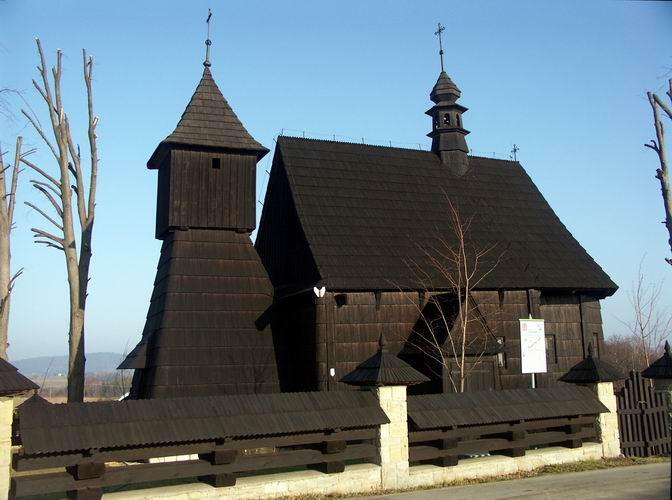
Holzkirche
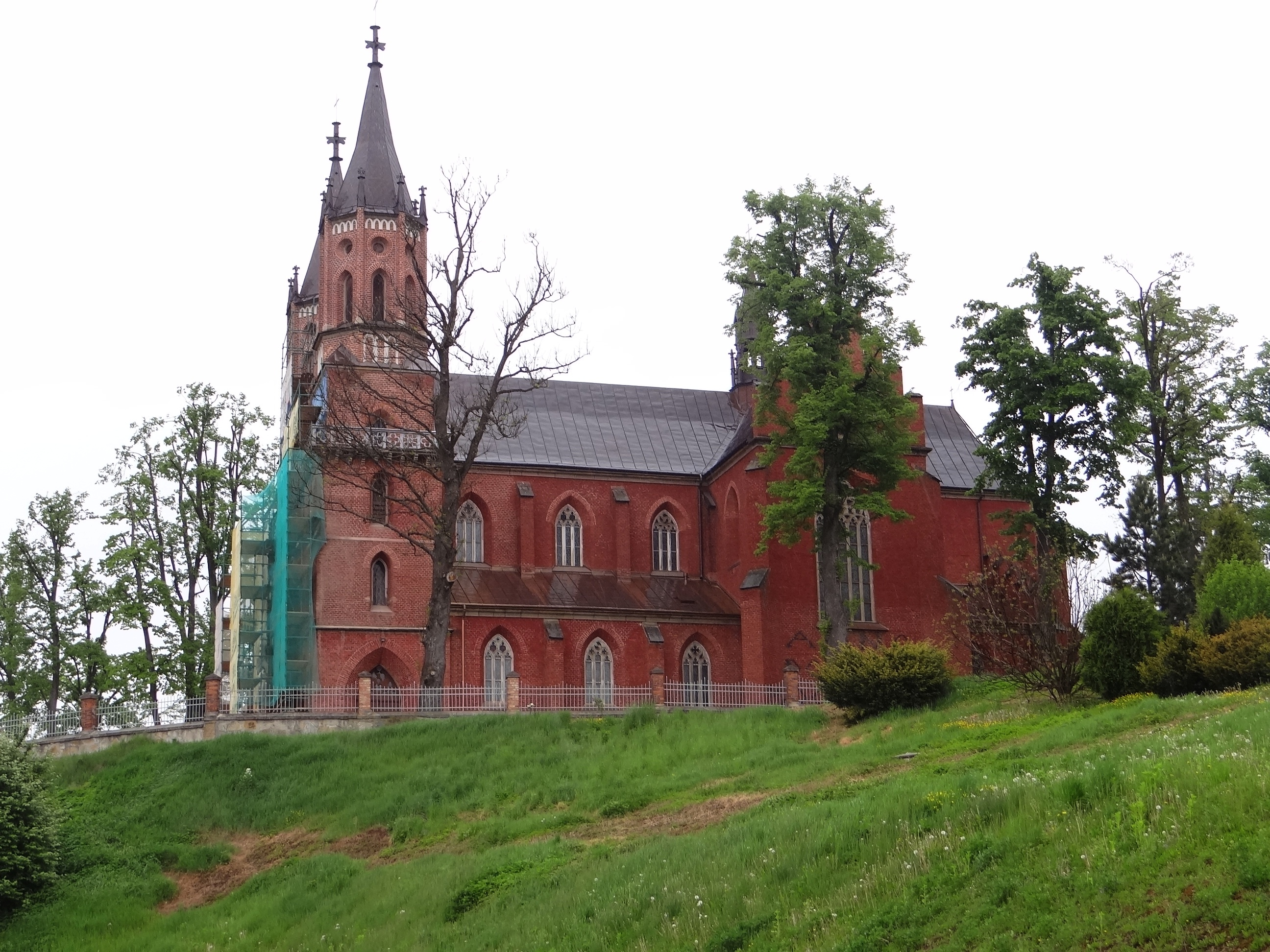
Neue Kirche